# Gele poederkorst
Gele poederkorst (Chrysothrix candelaris) is een korstmossoort uit de familie Chrysothricaceae. Het leeft in symbiose met een chlorococcoïde alg.

## Determinatie
Gele poederkorst is een poedervormig korstmos. Zoals de triviale naam eveneens suggereert, is het thallus (fel)geel, maar soms ook oranjegeel of groengeel. Het thallus is oppervlakkig en heeft geen apotheciën en isidiën. 
Gele poederkorst heeft de volgende kenmerkende kleurreacties: K− of K+ (licht roodachtig), Pd− of Pd+ (oranje), C−, KC− en UV+ (dof oranje) of UV−.
De ascus is clavaat en 8-sporig. De ascosporen meten 9–14 × 3 µm.

## Ecologie
Gele poederkorst leeft hoofdzakelijk epifytisch in groeven en spleten van boomschors, maar komt zeer incidenteel ook epilitisch voor op zuur gesteente. De soort is schaduwminnend en heeft een zeer sterke voorkeur voor de regenschaduw. De draagbomen zijn vooral oude zomereiken, knotwilgen, beuken, linden en essen.

### Syntaxonomie
In de syntaxonomie staat gele poederkorst te boek als kensoort voor de boomspijkertjes-klasse.

## Voortplanting
Gele poederkorst kan zich door het gebrek aan apotheciën niet voortplanten door middel van sporen, maar verspreidt zich doordat zijn thallus door de wind, de voeten van dieren, etc. wordt verspreid naar geschikte habitats.

## Verspreiding
Het verspreidingsgebied van gele poederkorst strekt zich uit over grote delen van Noord-Amerika, Europa, Zuidwest-Azië en de Kaapverdische Eilanden.
In Nederland is gele poederkorst zeldzaam maar niet bedreigd en staat niet op de Nederlandse Rode Lijst.

## Toepassing
De soort kan worden gebruikt als indicator om de luchtkwaliteit te monitoren.